# Guttannen
Guttannen é uma comuna da Suíça, no Cantão Berna, com cerca de 346 habitantes. Estende-se por uma área de 200,7 km², de densidade populacional de 2 hab/km². Confina com as seguintes comunas: Fieschertal (VS), Gadmen, Grindelwald, Innertkirchen, Münster-Geschinen (VS), Obergesteln (VS), Oberwald (VS), Ulrichen (VS).
A língua oficial nesta comuna é o Alemão.